# ブランデンブルクのおうしゃく座

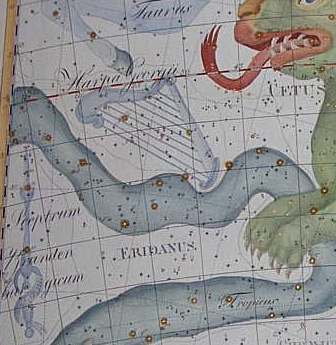
ヨハン・ボーデの星図に描かれたブランデンブルクのおうしゃく座（左端）

ブランデンブルクのおうしゃく座（ブランデンブルクのおうしゃくざ、ブランデンブルクの王笏（王杓）座、Sceptrum Brandenburgicum）は、1688年にドイツの天文学者ゴットフリート・キルヒが作った星座の1つ。現在のエリダヌス座の一部にあたる。国際天文学連合が選定した現在の88星座には選ばれていない。
1688年にブランデンブルク選帝侯となったフリードリヒ3世（のちの初代プロイセン王フリードリヒ1世）を記念して、同年に刊行された科学誌 Acta Eruditorum の中の星図で初めて発表された。しかし、その存在は1782年にヨハン・ボーデが星図に描くまでほとんど忘れ去られていた。ボーデはウラノグラフィアにもこの星座を描いている。
現在のエリダヌス座53番星は、この星座に含まれていた星の中で最も明るいことから、ラテン語で「王笏（おうしゃく）」を意味する Sceptrum という名でも呼ばれる。